# Micropenia
La micropenia è una condizione anatomica in cui un uomo ha un pene inferiore a 2,5 volte la deviazione standard rispetto alle dimensioni medie di un pene umano (3 centimetri di lunghezza da non eretto, 6-8 cm in erezione).

## Le condizioni
La micropenia può venire diagnosticata fin dalla nascita. Alla nascita, la lunghezza media del pene disteso è di circa 4 cm. Il 92% dei neonati ha un pene di dimensioni comprese tra 2,4 e 5,5 cm. La lunghezza media del pene al principio della pubertà è di 7 cm. In età adulta, la taglia media di un pene in erezione è di circa 12,5 cm. Quindi, in età adulta sarà classificato come micropene un pene che misuri meno di 7,5–8 cm.
A parte le dimensioni ridotte, il pene non soffre di alcun altro problema fisiologico (in particolare per quanto riguarda il prepuzio e il canale dell'uretra). Il paziente può però soffrire di problemi psicologici, a parte alcuni casi in cui, se le dimensioni sono particolarmente ridotte, si possono avere problemi nell'urinare.

## Le cause
Le cause possono essere molteplici:
- insufficiente produzione di androgeni o di testosterone (ormoni maschili);
- insensibilità dei tessuti agli androgeni;
- associazione a malformazioni con o senza anomalie cromosomiche.

## Trattamento
Esistono ricerche scientifiche riguardanti l'utilizzo di diidrotestosterone per curare la micropenia durante l'adolescenza.